# Merochlora perviridaria
Merochlora perviridaria är en fjärilsart som beskrevs av Alpheus Spring Packard 1876. Merochlora perviridaria ingår i släktet Merochlora och familjen mätare. Inga underarter finns listade i Catalogue of Life.